# 기라이 왕조
기라이 왕조(크림 타타르어: كرايلر)는 하즈 1세가 킵차크 칸국에서 독립하여 크림 반도를 중심으로 크림 칸국을 건국하며 설립된 왕조이다. 왕조는 1431년에 건립되어 1783년에 몰락하였다.

## 같이 보기
- 크림 칸국의 역대 칸
- 카잔 칸국의 역대 칸